# Monroe (Wisconsin)
Monroe è una città ed è il capoluogo della contea di Green, Wisconsin, Stati Uniti. Al censimento del 2010, la popolazione era di 10.827 abitanti. La città è delimitata dal comune di Monroe a nord e dal comune di Clarno a sud. È conosciuta con il soprannome di "la capitale del formaggio svizzero degli Stati Uniti" (the Swiss Cheese Capital of the USA).

## Geografia fisica
Secondo lo United States Census Bureau, ha un'area totale di 4,83 mi² (12,51 km²).

## Società

### Evoluzione demografica
Secondo il censimento del 2010, la popolazione era di 10.827 abitanti.

### Etnie e minoranze straniere
Secondo il censimento del 2010, la composizione etnica della città era formata dal 94,8% di bianchi, lo 0,6% di afroamericani, lo 0,2% di nativi americani, lo 0,7% di asiatici, lo 0,0% di oceanici, il 2,6% di altre razze, e l'1,1% di due o più etnie. Ispanici o latinos di qualunque razza erano il 4,9% della popolazione.